# Centrosaurus apertus-beenderlagen
De Centrosaurus apertus-beenderlagen (Hilda mega-beenderlaag) behoren tot de grootste beenderlagen (Engels: bone beds) met dinosauriërs ter wereld. Ze werden tijdens het Boven-Krijt afgezet en bestaan uit een cluster van minstens veertien afzonderlijke beenderlagen langs beide oevers van de South Saskatchewan River ten westen van de stad Hilda in Zuid-Alberta (Canada). De mega-beenderlaag beslaat in totaal minstens 2,3 km² en bevat de resten van enkele duizenden gehoornde dinosauriërs van de soort Centrosaurus apertus.

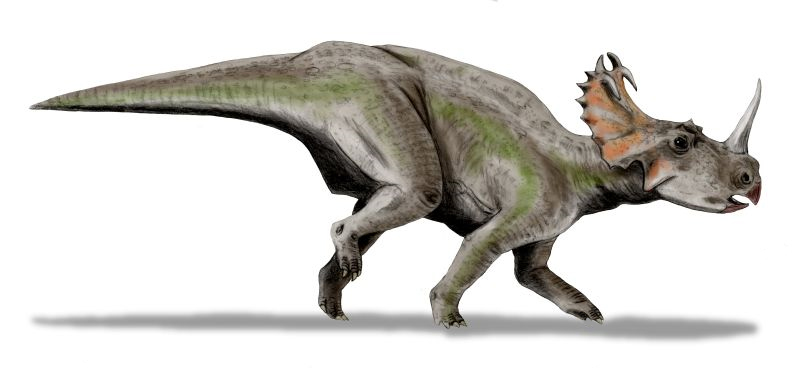
Levensechte reconstructie van Centrosaurus apertus Lambe 1904

## Vondst en onderzoek

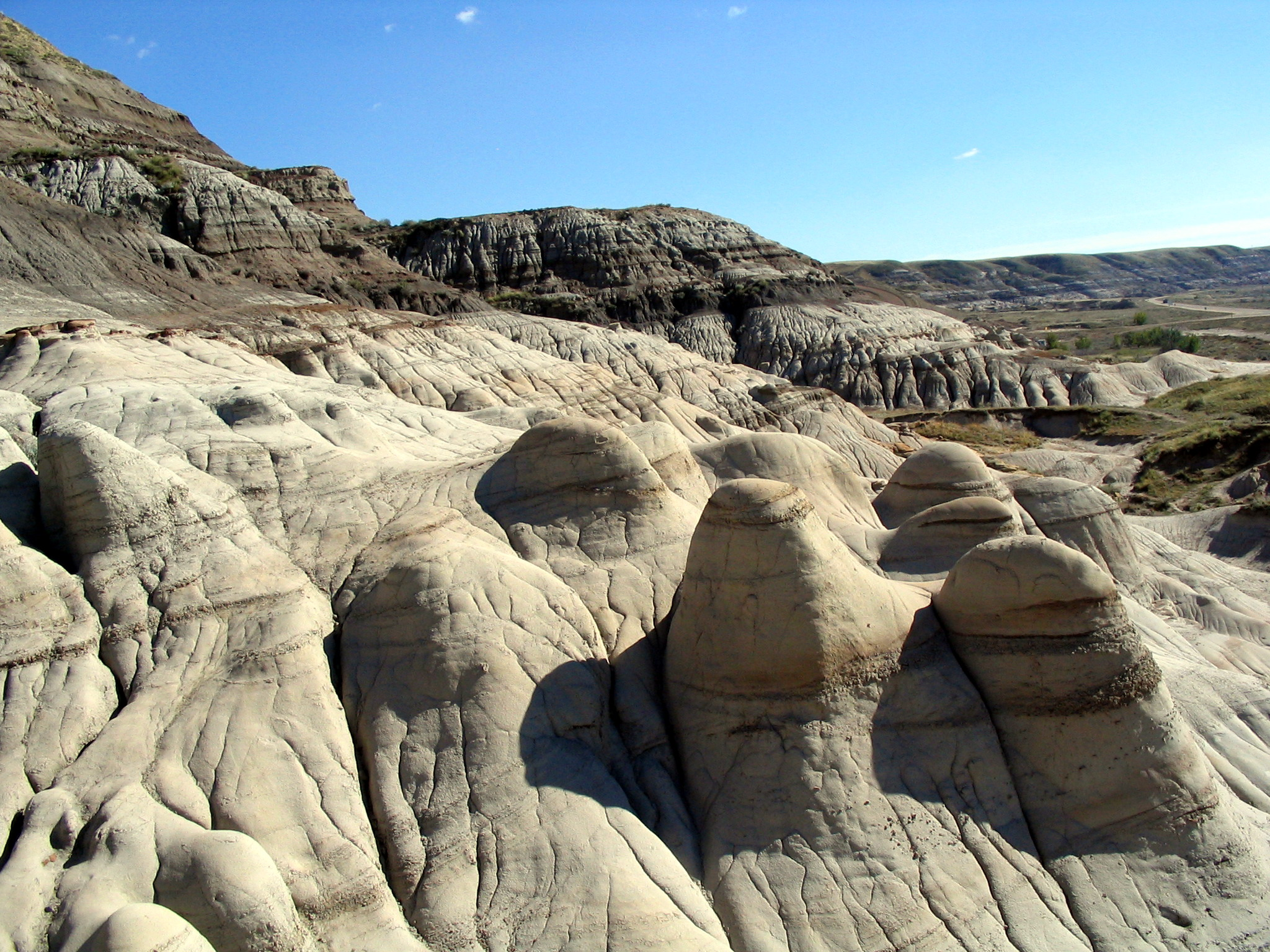
Badlands nabij Drumheller, Alberta, Canada

Volgens de veldnota's uit 1959 van de Amerikaanse paleontoloog Wann Langston Jr. (1921–7 april 2013), die verbonden was aan de University of Texas te Austin, was er in het gebied van Hilda toen al een Centrosaurus-beenderlaag bekend en volgens de opgravingsrapporten uit 1964 tot 1966 van Don Taylor, verbonden aan het toenmalige Provincial Museum of Alberta (nu het Royal Alberta Museum), werd er in hetzelfde gebied een tweede bone bed gelokaliseerd. Tijdens de late zeventiger jaren van vorige eeuw werden de Centrosaurus-beenderlagen in Dinosaur Provincial Park (100 km ten westen van Hilda) grondig bestudeerd, maar door de ruwe topografie van de badlands bleek het moeilijk om na te gaan of sommige van deze beenderlagen gelijktijdig gevormd werden. In 1996 deed het Royal Tyrrell Museum of Palaeontology van Alberta een voorbereidend onderzoek van het gebied dat voorheen door Langston en Taylor onderzocht was en ontdekte nieuwe uitgestrekte bone beds. In 1997 werd dan onder leiding van David Eberth een grondig onderzoek van de afzettingen rond de stad Hilda opgestart omdat door het voorkomen van aaneengesloten ontsluitingen dat gebied veel meer geschikt is om afzonderlijke bone beds met elkaar te correleren en de grootte van de ingesloten Centrosaurus-kudden te reconstrueren. Er werden veertien beenderlagen in één geologische horizont aangetroffen. Deze horizont bestaat uit bruin-grijze gelithificeerde modder of klei (Engels: mudstone) en strekt zich minstens over een afstand van zeven km uit langs de hellingen van de South Saskatchewan River-vallei met 3,7 km lange, zichtbare ontsluitingen. Gebaseerd op de lengte van de noord-zuid en oost-west as schatten Eberth et al. de totale oppervlakte van de Hilda mega-beenderlaag op 2,3 km².
Het onderzoek en de opgraving van delen van het mega-bone bed door het Royal Tyrrell Museum of Paleontology toonde aan dat het monodominant is omdat het overwegend de resten van één soort gehoornde dinosauriër bevat; de typesoort Centrosaurus apertus Lambe 1904. In eerste instantie konden Eberth et al. de gehoornde dinosauriërs slechts tot op het niveau van het taxon onderfamilie Centrosaurinae toewijzen, maar elk fossiel dat kon geïdentificeerd worden heeft kenmerken die zeer veel gelijkenis vertonen met de soort Centrosaurus apertus. Daarom besloten Eberth et al. dat de Hilda mega-beenderlaag voornamelijk uit individuen van deze soort samengesteld is.
Eberth en zijn team beschouwden Hilda als de beste locatie voor hun onderzoek naar bone beds omdat dit gebied tijdens het Krijt door de nabijheid van de Western Interior Seaway meer aan sedimentatie onderhevig was dan Dinosaur Provincial Park en omdat Hilda geen ruw badlands landschap heeft waardoor afzettingen discontinu zijn en dus onderbroken worden. De beenderlagen werden in kaart gebracht en het bone bed met catalogusnummer H(ilda)97-04 werd in 1997 opgegraven en tafonomisch onderzocht. Met een ontsloten lengte van 150 meter en een oppervlakte van ongeveer 17.671 m² is het het grootste van de veertien beenderlagen. De andere beenderlagen werden onderzocht op het aantal beenderen en op de kwaliteit van de preservering. Ze hebben een ontsloten lengte van vijftig meter of minder en hebben een oppervlakte van nog geen tweeduizend m². De afzonderlijke bone beds van Hilda zijn meestal kleiner dan die van Dinosaur Provincial Park. Eberth et al. concludeerden dat de veertien bone beds van Hilda tegelijkertijd gevormd werden toen een kudde die uit duizenden individuen Centrosaurus apertus bestond door een stormvloed of overstroming op een uitgestrekte en vochtige alluviale kustvlakte verrast werd en verdronk. Verder veronderstelden zij dat enkele van de zeventien Centrosaurus beenderlagen van Dinosaur Provincial Park waarschijnlijk ook gelijktijdig gevormd werden en op dezelfde manier als de bone beds van Hilda. Beenderlagen met zulke grote dieren zijn zeldzaam. Het onderzoek te Hilda was heel complex en volledige opgraving zou een te omvangrijke onderneming zijn. Het is een afgelegen locatie waar het moeilijk werken is en de inspanningen, de financiële en de materiële middelen en de complexiteit die inherent zijn aan zulke expeditie zouden enorm zijn. Of de Hilda mega-beenderlaag dan de grootste ter wereld is, is een vraag die men moeilijk kan beantwoorden. Het is wel het grootste bone bed van Canada. Het duurde meer dan tien jaar vooraleer David Eberth, Donald Brinkman en Vaia Barkas een wetenschappelijke beschrijving konden publiceren.

## Geologie

### Dinosaur Park-formatie

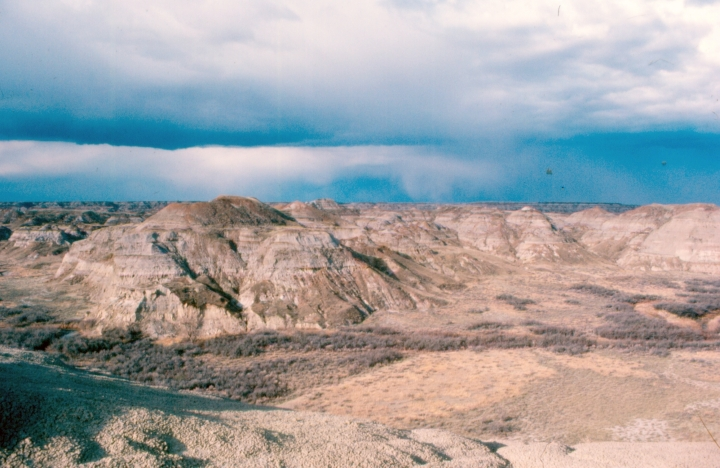
De Dinosaur Park-formatie ontsloten in Dinosaur Provincial Park langs de Red Deer River in Zuidoost-Alberta, Canada.

De Hilda mega-beenderlaag bevindt zich op vijfentwintig kilometer ten westen van de stad Hilda in een U-dal dat tijdens het Pleistoceen door gletsjers uitgesneden werd. De South Saskatchewan River stroomt in noordelijke richting door dit dal. Het mega-bone bed bevindt zich in de onderste vijfentwintig meter van de Dinosaur Park-formatie. Eberth, Brinkman en Barkas schatten dat de formatie in het gebied rond Hilda bijna zestig meter dik was tussen de bedekkende en de onderliggende formaties, maar door instortingen en gletsjererosie is daarvan op de veldlocatie slechts 43 m overgebleven. De formatie is wereldberoemd door de rijkdom aan fossielen van dinosauriërs. Het vormt de bovenste afzetting (Engels: member) van de Belly River Group in Zuid-Alberta. De formatie werd tussen 76,6 en 74,8 miljoen jaar geleden tijdens het Laat-Campanien afgezet op een kustvlakte of alluviale vlakte en bestaat uit sedimenten afkomstig van erosie in het gebergte in het westen. Deze sedimenten werden aangevoerd door rivieren die naar het oosten en het zuidoosten naar de Bearpaw Sea stroomden. Dit was een grote inlandse zee die deel uitmaakte van de Western Interior Seaway. De Bearpaw Sea overstroomde langzaam de nabijgelegen kustvlakte of alluviale vlakte en zette zo de mariene schalie van de Bearpaw-formatie af boven op de Dinosaur Park-formatie. Onderaan wordt deze laatste begrensd door de Oldman-formatie. De Dinosaur Park-formatie werd genoemd naar Dinosaur Provincial Park waar het uitgebreid ontsloten is in de badlands langsheen de Red Deer River. Het bovenste gedeelte van de formatie is voornamelijk samengesteld uit bijna horizontale, fijn- tot mediumkorrelige zandsteen waarvan de samenstellende lagen onder een hoek staan. Het onderste gedeelte bestaat uit sedimenten afkomstig van stortvloeden die veroorzaakt werden door de Western Interior Seaway en door gezwollen rivieren die door hun oevers braken. Ze zijn voornamelijk uit massieve tot gelaagde mudstone samengesteld die dunne lagen bentoniet en talrijke afdrukken van wortels bevatten. De top van de formatie is samengesteld uit een afwisseling van meerdere lagen steenkool met lagen mudstone en siltsteen.

### Hilda mega-beenderlaag
Het mega-bone bed bevindt zich in de onderste vijfentwintig meter van de Dinosaur Park-formatie. De massieve, koolstofhoudende bruingrijze mudstone-laag met de Centrosaurus-beenderen is op het dunste punt 25 cm dik en op het dikste één meter. Op vele plaatsen is het vervormd, maar vooral dicht bij de contactpunten met de bedekkende en onderliggende sedimenten. Het bevat kleisteen, siltsteen en overvloedige hoeveelheden organische materie. Roodbruine, klonterige "ijzersteen"concreties komen verspreid doorheen de gehele mudstone-laag voor en zijn het talrijkst waar de fossielen algemeen zijn. Deze laatste komen het meest voor in de laagste delen van de laag. De veertien afzonderlijke beenderlagen bezetten alle dezelfde positie in de stratigrafische kolom van de Hilda-locatie. Deze continuïteit in de mudstone deed Eberth et al. besluiten dat elk van de veertien bone beds een samenstellende component is van één mega-bone bed. De laag die de mega-beenderlaag bevat wordt het duidelijkst begrensd door lagen mudstone erboven en eronder. De begrenzing wordt vager daar waar de beenderlaag-mudstone contact maakt met de opvulling van een rivier- of stroombedding (Engels: paleochannel). Deze bedding heeft zich enkele honderden meters ten zuiden van bone bed H97-13 diep in de fossielhoudende mudstone ingesneden en vormt de zuidelijke grens van de Hilda mega-beenderlaag. De noordelijke grens was onvindbaar, omdat deze zich waarschijnlijk ten noorden van de noordelijkste beenderlaag (H97-02) uitstrekt als onderdeel van een opeenvolging van opgestapelde mudstone-lagen. Deze opstapeling wordt op haar beurt ook door de rivier- of stroombedding doorsneden. De ouderdom van de Hilda mega-beenderlaag werd op ongeveer 76 miljoen jaar bepaald (Laat-Campanien), dat is dezelfde ouderdom als de onderste ontsluitingen van de Dinosaur Park-formatie.

## Tafonomie

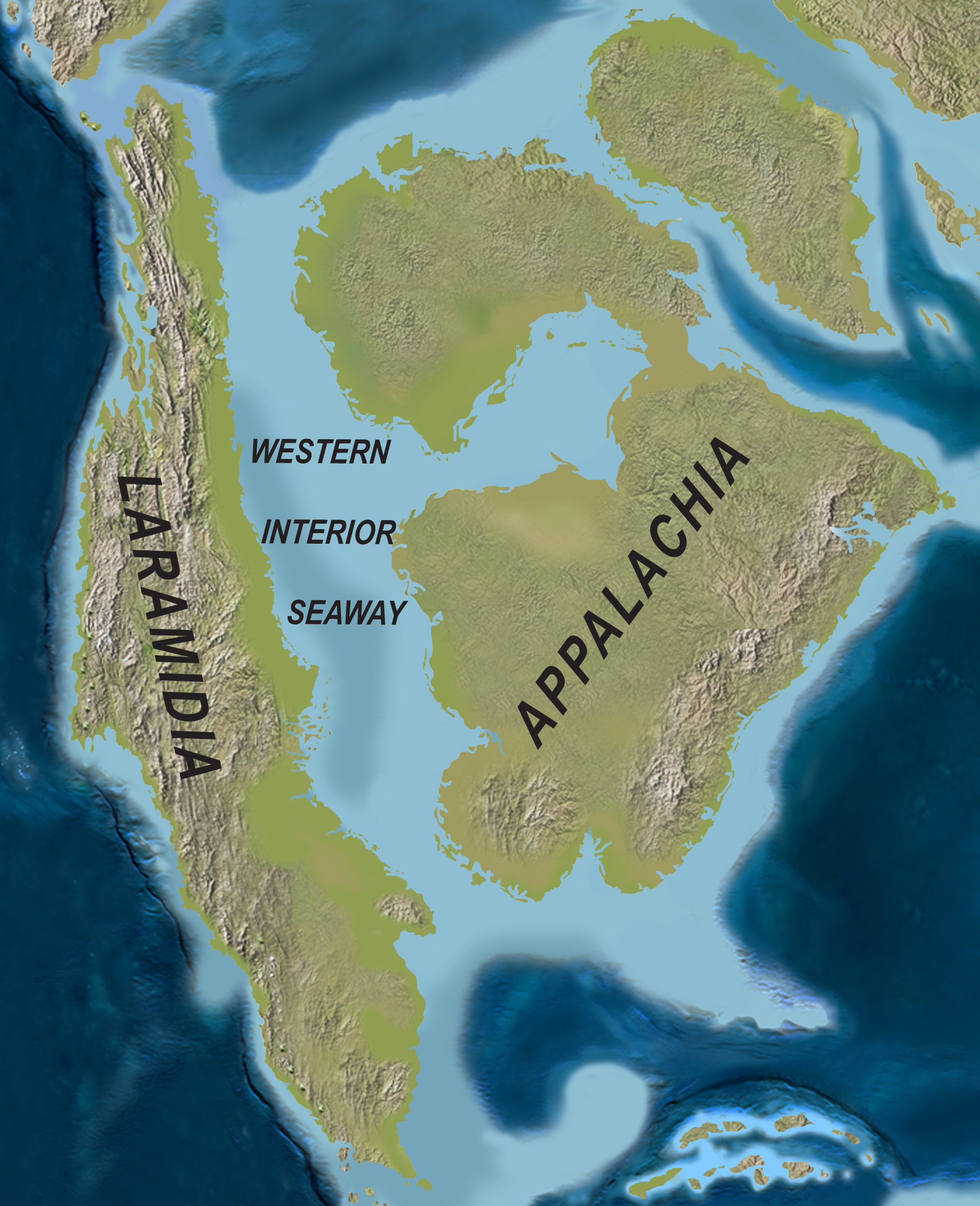
Kaart van Noord-Amerika met de ligging van de Western Interior Seaway tijdens het Campanien (Boven-Krijt), ongeveer 75 miljoen jaar geleden.

### Hilda mega-beenderlaag

#### Oorzaak en vorming
De Hilda mega-beenderlaag lijkt, zoals vele van de monodominante bone beds in Dinosaur Provincial Park, het gevolg geweest te zijn van massale sterfte door verdrinking van grote kuddes migrerende dinosauriërs die door overstromingen of vloedgolven op een kustvlakte verrast werden. De structuur van de beenderhoudende sedimenten werd na de afzetting door de inwerking van wortels, door diagenese, vertrappeling en de activiteiten van aaseters gewijzigd. Tijdens het Boven-Krijt waren in het gebied van Hilda overstromingen waarschijnlijk de belangrijkste sedimentatiefactor. Deze waren zo omvangrijk dat de laaglanden op de kustvlakte waar de dinosauriërs leefden volledig onderliepen. Omdat centrosauriërs waarschijnlijk slechte zwemmers waren zal het grootste deel van de kudden verdronken zijn. De dieren die niet door het water gedood werden waren daarna kwetsbaar voor ziektes. Waarschijnlijk waren grootschalige overstromingen ten gevolge van seizoensgebonden tropische stormen in de nabijgelegen Western Interior Seaway een courante oorzaak van massa-sterfte bij Centrosaurus. Kleinere dieren, zoals vogels, konden ontsnappen door hun vlucht, en zoogdieren en kleine reptielen kunnen hun toevlucht gezocht hebben in bomen of holen.
Toen het water zich terugtrok, werden de kadavers van de dinosauriërs over vele kilometers verspreid en in clusters naargelang de aard van het terrein afgezet. Uiteindelijk werden ze in bedekkende sedimenten, aangevoerd door latere overstromingen, ingebed. Gedurende tientallen tot mogelijk zelfs duizenden jaren werd de kustvlakte door de erosie van rivieren bewerkt, waardoor beenderen opnieuw aan de oppervlakte kwamen en secundair in nieuwe beenderlagen in paleochannels gegroepeerd werden. De gevarieerde lithologische samenstelling, de stratigrafische verbanden van de beenderhoudende mudstone en de wisselende concentratie van de beenderen tonen aan dat er variatie was in de kracht en de omvang van de overstromingen, het reliëf van het terrein en de paleogeografische verspreiding van de dieren voor, tijdens en na de vorming van de beenderlaag. Deze variatie vindt waarschijnlijk haar oorzaak in de topografie tussen de rivieren die de kustvlakte doorsneden, zoals natuurlijke vijvers, grote plassen en kreken, die zich waarschijnlijk over niet meer dan een kilometer langs het afzettingsgebied uitstrekten. Het voorkomen van één meter brede en 10 cm dikke, lensvormige en grofkorrelige opvullingen in de beenderhoudende mudstone en die de beenderhoudende mudstone doorsnijden tonen aan dat het interfluvium ook kleine afwateringskanalen had, zoals in moerassen en getijdekreken.
Chemische reacties tussen het zuurstofrijk, alkalien water en de ontbindende weefsels lieten ijzer neerslaan en vormden de "ijzersteen"concreties die algemeen in de beenderhoudende mudstone voorkomen. Tafonomische gegevens van de skeletten tonen aan dat de dood van de dieren en de uiteindelijke inbedding door bedekkende sedimenten niet door één enkele maar door meerdere opeenvolgende overstromingen of vloedgolven veroorzaakt werden. Er is minstens één beenderlaag bekend die zich vlak boven een andere bevindt, wat op minstens twee overstromingen wijst. De veertien afzonderlijke bone beds van Hilda vormen dichte concentraties beenderen. Vele kadavers werden vertrappeld en vielen ten prooi aan aaseters voor de uiteindelijke inbedding. Eberth, Brinkman en Barkas zijn van mening dat de Hilda mega-beenderlaag op dezelfde manier gevormd werd als de beenderlagen van Dinosaur Provincial Park. Onderzoek van de beenderlagen in de mudstone-afzettingen van Dinosaur Provincial Park heeft uitgewezen dat deze in bovenaanzicht cirkel- of ovaalvormig zijn. Daar de veertien afzonderlijke beenderlagen van Hilda van dezelfde aard zijn als de bone beds van Dinosaur Provincial Park, hadden zij waarschijnlijk dezelfde vorm. Met een oppervlakte van minder dan 1967 m² zijn ze wel veel kleiner dan de bone beds van Dinosaur Provincial Park (uitgezonderd beenderlaag H97-04 met een oppervlakte van 17.671 m²) die dikwijls een oppervlakte van 10.000 m² beslaan. In elke beenderlaag is er een tendens waarbij grotere beenderen zich onder in de laag bevinden en waarbij beenderfragmenten kleiner worden en minder geconcentreerd voorkomen in de hogere delen van de mudstone-laag. De meeste beenderen stonden onder een hoek parallel aan het vlak van de laag. In slechts twee bone beds van het Hilda mega-bone bed werden resten in anatomisch verband gevonden.
De Hilda mega-beenderlaag is uitzonderlijk omdat het deels het resultaat is van een bepaalde biologische activiteit, namelijk het graduele samenkomen van duizenden dieren in migrerende kuddes, waarschijnlijk als verdediging tegen carnivoren. Beenderlagen met grote gewervelden op een dergelijke paleogeografische schaal (in totaal 2,3 km) zijn meestal eerder het resultaat van langzame opeenhoping van beenderen in een gebied dat geen of een zeer geringe aanvoer van sediment heeft (paleosols, hiaten), dit in tegenstelling tot de overvloedige sedimentatie door overstromingen. In de veronderstelling dat de overstromingen omvangrijk genoeg waren om bijna alle of alle grote gewervelden in het gebied rond Hilda te doden vertegenwoordigt het Hilda mega-bone bed waarschijnlijk de populatie van Centrosaurus apertus dat in het gebied aanwezig was op het moment van de overstromingen. Deze populatie bestond uit een licht gestructureerde kudde van duizenden individuen die eerder een migrerende kudde op zoek naar nieuwe plantaardige voedselbronnen reflecteerde dan een stationaire kudde die in de dagelijkse habitat van de plaatselijk beschikbare voedselbronnen leefde.
Volgens Rogers is de mega-beenderlaag van Hilda niet het gevolg van massale sterfte door overstromingen maar integendeel door droogte. Hij baseerde zich op het voorkomen van beenderen van jonge en halfvolwassen dieren in de bone beds H97-02 en H97-04. Zulke concentraties zijn kenmerkend voor beenderlagen die gevormd werden ten gevolge van het massaal afsterven van faunae door perioden van grote droogte. Alhoewel niet kan uitgesloten worden dat een korte periode van extreme droogte in het gebied van Hilda tot de dood van de centrosauriërs kan geleid hebben is dit door het volledig ontbreken van aanwijzingen voor een droog klimaat hoogst onwaarschijnlijk. Dit laatste wordt bevestigd door paleontologische en geologische gegevens die aantonen dat het gebied bewoond werd door een rijke aquatische fauna en flora, dat het klimaat gematigd warm tot subtropisch vochtig was en dat de paleomilieus door vochtige vlaktes met rivieren gekenmerkt werden.

#### Schattingen van de grootte van de kuddes

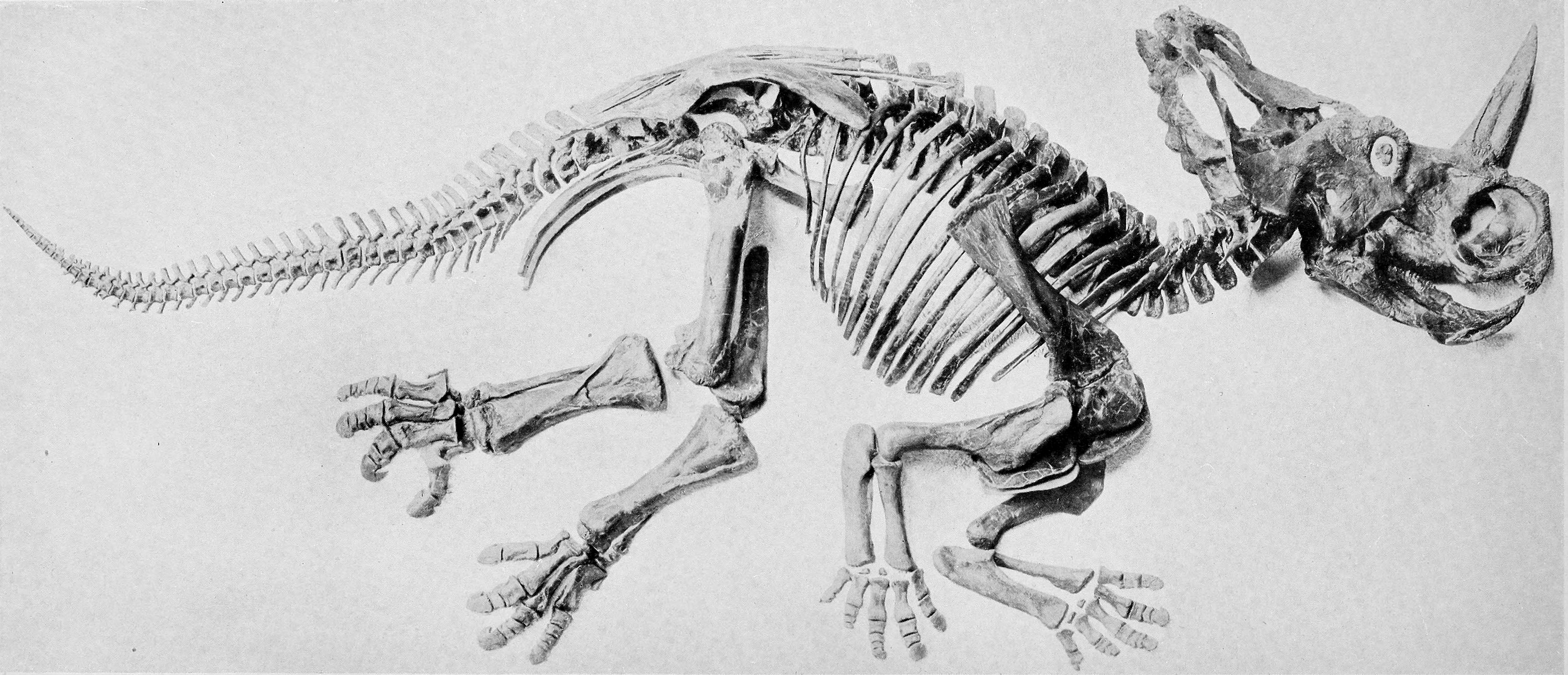
Relatief compleet en goed geconserveerd exemplaar (specimen AMNH 5351) van Centrosaurus apertus. Het werd in 1914 door Barnum Brown in de Sternberg Quarry 43 bij de Sand Creek in Alberta (Dinosaur Park-formatie) ontdekt. Het werd lange tijd als "Monoclonius nasicornus" beschreven, tot in 2014 na een studie bleek dat het tot de soort Centrosaurus apertus behoort.

De schattingen van het aantal dieren in het Hilda gebied variëren van enkele honderden tot ongeveer 1.500. Het voorkomen van bone beds langs beide oevers van de South Saskatchewan River suggereert dat deze rivier vele fossielhoudende afzettingen in haar bedding weg geërodeerd heeft zodat de oorspronkelijke omvang van de centrosauriërkudden echter groter moet geweest zijn (meerdere duizenden dieren) dan de schattingen gebaseerd op de nog aanwezige fossielhoudende sedimenten. Bijkomende opgravingen in de Hilda mega-beenderlaag kunnen de juistheid van deze schattingen testen. De enkele volledige tot fragmentarische skeletten van Centrosaurus die bekend zijn uit het gebied van Hilda zijn niet afkomstig van dieren die deel uitmaakten van rondtrekkende kuddes, maar zijn afkomstig van solitaire individuen.
Eberth et al. hebben geprobeerd het aantal beenderen dat de mega-beenderlaag bevat te schatten om hieruit het aantal dieren af te leiden dat gezamenlijk omkwam tijdens de natuurramp. Maar door de ingewikkelde tafonomische en geologische geschiedenis van het bone bed zijn enkel ruwe schattingen mogelijk. Meestal zijn er een groot aantal onbekende factoren die het bepalen van de oorspronkelijke grootte, de heterogeniteit en de fossilisatiepatronen van een beenderlaagthanatocoenose bemoeilijken. Door gebruik te maken van oudere studies met betrekking tot Dinosaur Provincial Park werd geprobeerd de geometrie van de veertien afzonderlijke beenderlagen en van de gecombineerde mega-beenderlaag van Hilda af te leiden. Hiervoor werden ook de opgravingsgegevens van het grootste afzonderlijke bone bed, H97-04, de MNI (minimum number of individuals)-schattingen van de bone beds H97-02 en H97-04 en de schattingen met betrekking tot de beenderconcentratie in alle afzonderlijke bone beds gebruikt. De in overbank mudstone gepreserveerde bone beds van Dinosaur Provincial Park zijn ruw cirkel- tot ovaalvormig. Dit gegeven werd gebruikt om de oorspronkelijke grootte van elk van de veertien afzonderlijke beenderlagen van Hilda te reconstrueren. Dertien ervan zijn over een maximum lengte van vijftig meter of minder ontsloten. Enkel H97-04 is met een ontsloten lengte van 150 meter aanzienlijk groter. In vergelijking met de bone beds van Dinosaur Provincial Park zijn de meeste beenderlagen van Hilda dus eerder klein met een maximum diameter van vermoedelijk vijftig meter en een oppervlakte van minder dan 2000 m². Enkel H97-04 is groter met een geschatte oppervlakte van 17.671 m².

##### Beenderlaag H97-04
Voor de schatting van de grootte van de thanatocoenosen (dus de grootte van de verdronken kuddes) die door de bone beds H97-04 en H97-02 vertegenwoordigd worden, bepaalden Eberth et al. het MNI van twee locaties (A en B) in H97-04. Locatie A besloeg een opgegraven oppervlakte van 4 m² en leverde een MNI van twee Centrosauriërs (gebaseerd op drie ischia en drie fibulae). Locatie B besloeg een opgegraven oppervlakte van 8 m² en leverde eveneens een MNI van twee dieren. De twee locaties geven een gemiddeld MNI van twee dieren per 6 m². Door dit gemiddelde te projecteren op het geschatte oorspronkelijk oppervlak van beenderlaag H97-04 kan de grootte van de bij de overstroming betrokken kuddes geschat worden. De locaties A en B bevonden zich in het gedeelte van het bone bed waar de concentratie aan beenderen het grootst was. Deze kern besloeg een geschat oppervlak van ongeveer 2000 m². De concentratie aan beenderen in de overige 15.671 m² van H97-04 bedroeg ongeveer 10% van die in de kern van het bone bed. Deelt men de 2000 m² door het gemiddelde MNI van twee Centrosauriërs per 6 m², dan bekomt men 667 dieren. Elke 2000 m² buiten de kern bevat dan 10% van 667 dieren of 67 Centrosauriërs, wat resulteert in 525 dieren buiten de kern van beenderlaag H97-04.
De locaties A en B konden ook dienen om de grote variabiliteit in beenderconcentratie en fragmentatie in beenderlaag H97-04 aan te tonen. Locatie A (oppervlakte 4 m²) bevatte 602 beenderen waarvan 79% zodanig fragmentarisch en gebroken was dat men ze niet kon identificeren. Locatie B (oppervlakte 8 m²), ongeveer drie meter naar het zuidoosten, bevatte daarentegen slechts 65 beenderen waarvan er echter 48 identificeerbaar waren. De fragmentatie van de beenderen in locatie A was aanzienlijk omdat het 475 niet-identificeerbare beenderfragmenten, "beenderkeien" en beendersplinters bevatte. Locatie A bevatte 127 identificeerbare beenderen, waaronder 117 schedelbeenderen en postcraniale beenderen van Centrosaurus apertus. Locatie B bevatte aanzienlijk meer identificeerbare beenderen van grotere afmetingen van onder meer twee dieren van verschillende grootte.

##### Beenderlaag H97-02
Beenderlaag H97-02 werd al in de zestiger jaren van vorige eeuw opgegraven door het toenmalige Provincial Museum of Alberta. Deze beenderlaag werd niet in kaart gebracht. Een opgraving van 20 m² bevatte 118 fragmentarische beenderen van centrosauriërs die zich nu in de verzamelingen van het Royal Tyrrell Museum of Paleontology bevinden. Onder deze beenderen bevinden zich de neushorens van minstens zes dieren. Maar vermoedelijk was deze relatief hoge dichtheid niet uniform doorheen het bone bed. Extrapoleert men het MNI van zes dieren per 20 m² naar de totale oppervlakte van 1963 m² van het bone bed, dan bekomt men 589 Centrosauriërs. Zoals bij H97-04 zal men de grootste concentratie aan beenderen genomen hebben voor de bepaling van het MNI, zodat het zeer waarschijnlijk is dat het aantal van 589 dieren de werkelijke grootte van de thanatocoenose overstijgt. Meer dan waarschijnlijk bevat H97-02 dus "slechts" enkele honderden dieren. Zoals in H97-04 vertonen de beenderen van H97-02 diverse gradaties van abrasie (bijvoorbeeld door vertrappeling) en zeer zeldzame sporen van tanden (predatie).

##### Andere beenderlagen
De twaalf overige afzonderlijke beenderlagen H97-03, H97-05, H97-06, H97-07, H97-08, H97-10, H97-11, H97-13, H97-16, H97-17, H97-19 en H97-20 die samen de Hilda mega-beenderlaag vormen hebben een maximum ontsloten lengte van tien tot vijftig meter en bevatten bijna alle weinig fossielen, meer dan waarschijnlijk enkele tientallen centrosauriërs. Beenderlaag H97-19 bevatte onder meer een gedeeltelijke staart van een gehoornde dinosauriër en beenderlaag H97-03 onder meer een gedeeltelijke Centrosaurus-schedel. Zulke beter bewaarde resten worden door Eberth et al. als heel zeldzaam beschouwd.

### Dinosaur Provincial Park-beenderlagen

#### Oorzaak en vorming

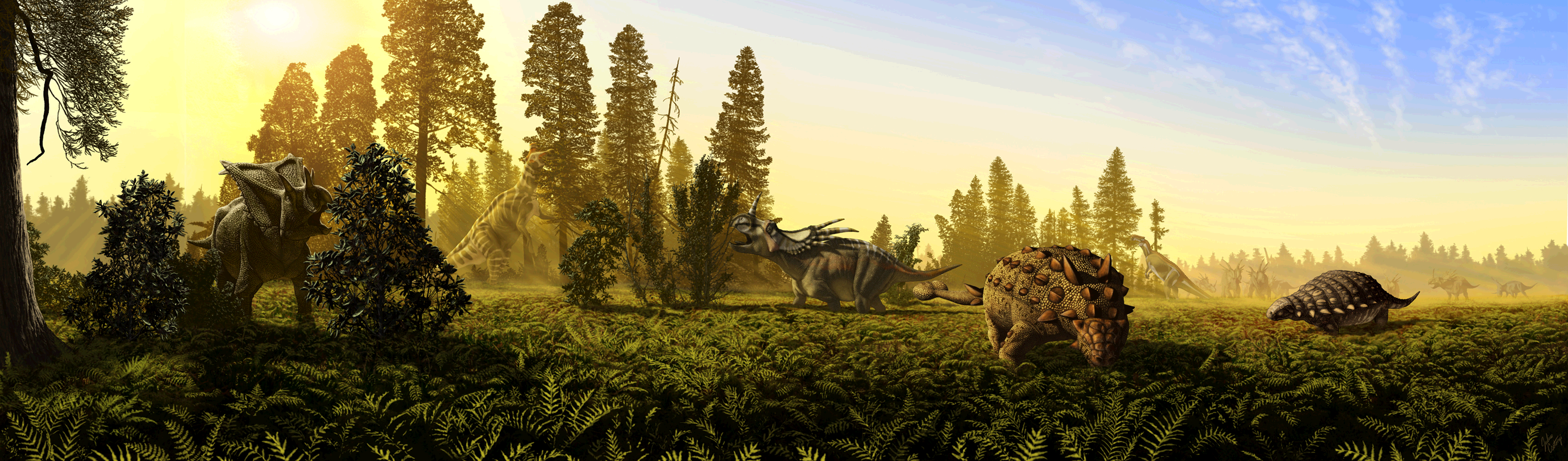
Enkele dinosauriërs van de Dinosaur Park-formatie, Laat-Campanien, ongeveer 76,6 tot 74,8 miljoen jaar geleden. Van links naar rechts: Chasmosaurus, Lambeosaurus, Styracosaurus, Scolosaurus, Prosaurolophus en Panoplosaurus. Op de achtergrond een kudde styracosauriërs.

Eberth, M.A. Getty en P.J. Currie stelden in 2005 een hypothese op over de vorming van de Centrosaurus-beenderlagen in Dinosaur Provincial Park. Door veel voorkomende overstromingen verdronken grote aantallen dieren van de plaatselijke fauna, onder meer grote kudden Styracosaurus, Centrosaurus en Pachyrhinosaurus. Sedimentologische bewijzen van deze overstromingen of vloedgolven zijn in de formaties die deze bone beds bevatten duidelijk aanwezig. Stromend water verspreidde de kadavers over de kustvlakte waar de dieren leefden en waar zij later door de aangevoerde sedimenten van nieuwe overstromingen zouden begraven worden. Maar deze inbedding door bedekkende sedimenten was niet definitief omdat sedimentologische gegevens erop wijzen dat de resten door latere overstromingen weer blootgelegd werden om dan door nog latere overstromingen weer begraven te worden. Deze tafonomische processen kunnen zich in de loop van vele millennia afgespeeld hebben alvorens de beenderen uiteindelijk definitief ingebed werden. De beenderlagen zijn in bovenaanzicht cirkel- of ovaalvormig ten gevolge van de topografie van het terrein waar het transport van de beenderen uiteindelijk stopte. Ze beslaan dikwijls een oppervlakte van 10.000 m² en bevatten honderden tot enkele duizenden gehoornde dinosauriërs. De afzonderlijke bone beds van Hilda zijn met een oppervlakte van minder dan 1967 m² veel kleiner. De Centrosaurus-beenderlagen van Dinosaur Provincial Park liggen stratigrafisch tien meter hoger in de Dinosaur Park-formatie dan het Hilda mega-bone bed. Daar de Hilda mega-beenderlaag uit 14 afzonderlijke componenten bestaat is het mogelijk dat sommige bone beds in de onderste veertien meter van de Dinosaur Park-formatie in Dinosaur Provincial Park ook afzonderlijke componenten zijn van grotere mega-bone beds. Door toepassing van geochemische isotoopanalyse en sporenelementen op de beenderen van de gehoornde dinosauriërs van Dinosaur Provincial Park en van Hilda, kan de hypothese van het voorkomen van mega-beenderlagen in Dinosaur Provincial Park verder getoest worden.
Vroeger interpreteerde men de Ceratopia-bone beds van Dinosaur Provincial Park als zijnde het resultaat van de geleidelijke afzetting van zandrijk sediment en organische resten op een kustvlakte die door rivieren doorkruist werd. De structuur van deze sedimenten werd na de afzetting door de inwerking van wortels, door diagenese, door vertrappeling en door compactie gewijzigd.

## Paleo-ecologie

#### Andere fossielen
Ook resten van andere gewervelden, zoals zoogdieren, vissen, hagedissen, krokodillen, schildpadden, Pterosauriërs en Plesiosauria, en resten van ongewervelden (zoetwaterslakken en zoetwater tweekleppigen) en planten komen overvloedig voor. Versteend hout, steenkool en afdrukken van wortels komen ook voor. Deze laatste zijn in verschillende richtingen georiënteerd, van horizontaal tot verticaal. Sommige werden in situ gefossiliseerd en vertonen dus hun oorspronkelijke levenspositie. De overvloedige flora van de mega-beenderlaag van Hilda was bijna identiek aan die van de onder-Dinosaur Park Formatie van Dinosaur Provincial Park.
De mudstone met de Centrosaurus-beenderen omvat ook twee lagen die geen beenderen van dinosauriërs bevatten. De eerste laag, H97-09, bevat enkel resten van krokodillen, schildpadden, vissen en Champsosauriërs. De tweede laag, H97-12, is een zandsteenlens die na de Ceratopia-beenderlagen gevormd werd en de laag met Centrosaurus binnendrong. Deze zandsteenlens werd waarschijnlijk door een kreek afgezet. H97-12 bevatte enkel fragmentarische resten van schildpadden en krokodillen. Naast de centrosauriërs bevatte site A van beenderlaag H97-04 een grote tand van een theropode, een tand van een troodontide, een tand van een krokodil, een schub van een vis, drie wervels van Champsosauriërs, twee niet-identificeerbare coprolieten en een mossel van de onderfamilie Pisidiinae. Site B van beenderlaag H97-04 bevatte naast de centrosauriërs ook twee theropode tanden en de schub van een vis.

#### Migratie
De Hilda mega-beenderlaag bevestigt dat Centrosaurus in kudden leefde en dat deze met meerdere duizenden dieren groter waren dan men eerst dacht. Gebaseerd op de paleobiogeografische verspreiding van Centrosaurus en volgens stratigrafische gegevens bleek uit een onderzoek door Brinkman et al. in 1998 dat de kustlijnafzettingen van Unity te Saskatchewan en van Onefour te Alberta met resten van gehoornde dinosauriërs, in tegenstelling tot de meer landinwaarts gelegen afzettingen van Dinosaur Provincial Park en van Hilda, geen monodominante bone beds bevatten, niettegenstaande de overstromingen aan de kustlijn origineerden. Om dit te verklaren stellen Brinkman et al. in hun migratiehypothese dat de gehoornde dinosauriërs nabij de kustlijn broedden en hun jongen in kleine familiegroepen grootbrachten. Deze familiegroepen zouden dan van de oostelijk gelegen kustlijn naar het westen migreren, weg van de Western Interior Seaway richting Hilda en Dinosaur Provincial Park, om seizoensgebonden stormen te ontwijken en om naar nieuwe voedselbronnen te trekken. Naarmate de migratie vorderde smolten de familiegroepen langzaam samen tot grote kudden met duizenden dieren, wat een betere bescherming bood tegen predatoren. Het huidige gebied rond Hilda lag tijdens het Laat-Campanien op ongeveer 300 km van de paleokust van Alberta (Western Interior Seaway), en Dinosaur Provincial Park op ongeveer 360 km. Het gebied rond Hilda wordt als paleogeografisch intermediair beschouwd tussen de sedimenten van de Onder-Dinosaur Park-formatie van Dinosaur Provincial Park en de even oude kustlijnsedimenten van Zuidoost-Alberta en Saskatchewan.

## Biostratigrafie
Onderstaande tijdlijn met de biostratigrafische positie van Centrosaurus apertus in de megafauna van Dinosaur Park-formatie is gebaseerd op Arbour et al. (2009) met bijkomende gegevens van Evans et al. (2009) en Penkalski (2013). De "MAZ" (Megaherbivore Assemblage Zone) volgen gegevens van Mallon et al. (2012). Centrosaurus apertus is, tezamen met Corythosaurus casuarius kenmerkend voor de Onder Dinosaur Park-formatie.